# アメリカ国家社会党対スコーキー村事件
アメリカ国家社会党対スコーキー村事件（アメリカこっかしゃかいとうたいスコーキーむらじけん、National Socialist Party of America v. Village of Skokie）432 U.S. 43 (1977)は、アメリカ合衆国連邦最高裁判所が、表現の自由と集会の自由について扱った裁判。連邦最高裁は、5-4の票差でパーキュリアムで判決した。1977年に下されたこの判決では、連邦最高裁は裁量上訴を受理し、アメリカ国家社会党によるデモに対して、下級裁判所が行った差止命令を無効とすることを求めた申し立てを棄却したイリノイ州最高裁判所の決定を無効とし、再度の審理を行うよう差し戻した。言い換えれば、デモに差し止め命令がなされたことによって、表現の自由が不当に侵害されているという主張に正当性を認め、直ちに裁判をやり直さなければならないと判決した。この判決は、ネオナチ団体の控訴を受け付けることを州裁判所に求め、アメリカ国家社会党によるデモが許可される契機となった。